# 歩法 (馬術)
歩法（ほほう、Horse gait ）とは、馬術において、馬の歩き方、走り方（4本の肢の動きのパターン）のことを言う。歩様（ほよう）とも言う。

## 対称歩法
左右の肢の動きがほぼ1/2の周期でずれている歩法を、対称歩法という。

### 常歩

常歩

常歩（なみあし; 英：walk； 仏：pas; 独：Schritt)は、4節（四肢が別々に着地・離地すること）の歩き方で、常に2本あるいは3本の肢が地面に着き、体重を支えている（「空間期」がない）。なお、常歩が速くなると1本の肢で体重を支えるようになる（アンブルAmble）。
肢の動く順序は右後肢、右前肢、左後肢、左前肢。
速度は通常、分速110メートルほど。
騎乗者にはごく軽い前後の揺れが伝わる程度。

### 速歩

速歩（斜対歩）

速歩（はやあし; 英・仏：Trot； 独：Trab）は、2節の歩き方で、右前肢と左後肢（右斜対肢）、左前肢と右後肢（左斜対肢）がペアになってほぼ同時に着地・離地する「斜対歩」と、右前肢と右後肢（右側対肢）、左前肢と左後肢（左側対肢）がペアになる「側対歩（ペース、pace）」とがある。4本の肢の着地にはごくわずかに時間差があり、斜対歩では常歩と同様の順序である。
速度は通常、分速220メートルほど。歩行中、四肢のいずれもが地面から離れている「空間期」がある。騎乗者には強い上下の揺れが伝わる。
馬にとって自然な速歩は斜対歩である。繋駕速歩競走や日本の古馬術では、側対歩が採用されている。側対歩の場合は揺れが少なく、日本やモンゴルなどの地方では騎射の時狙いが付けやすい事からこちらが採用されていた。

#### 軽速歩
軽速歩（けいはやあし）とは、速歩のとき騎手が馬の動きに合わせて鐙に立つ、鞍に座る、を繰り返すことをいう。
速歩の反撞による人馬への負担を低減するための技術。

## 非対称歩法
左右の肢の動きが1/2の周期でずれていない歩法を、非対称歩法という。非対称歩法においては、左右の肢のうち遅れて着地する肢を手前肢、先に着地する肢を反手前肢という。右肢が手前の場合を右手前、左肢が手前の場合を左手前という。

### 駈歩

駈歩（右手前）

駈歩（かけあし; 英：canter； 仏：galop； 独：Galopp）は、3節の歩き方で、3本の肢が接地している時期と、4本の肢すべてが地面を離れている時期とがある。左右どちらの前肢が前に出るかで、左駈歩、右駈歩の区別がある。駈歩を、遅い襲歩に区分する場合もある。
駈歩には後肢が先に着地するものと前肢が先に着地するものとがあり、前者の着地順序は襲歩と同じく右手前と左手前とがあり、後者の着地順序は対称歩法と同じである。
速度は通常、分速340メートルほど。
騎乗者には、ブランコのような大きくゆったりとした前後の揺れが伝わる。

#### 踏歩変換
駈歩は左右の区別があるため、馬場を斜めに進んで周回方向が逆になると手前が反対となり（反対駈歩という）、馬にとっては動作しづらいものとなる。この場合、駈歩の手前を変えることとなる（ただし、あえて反対駈歩のままにする場合もある）。これを踏歩変換（とうほへんかん、lead change）という。踏歩変換の方法には、一旦速歩または常歩に歩度を落として手前を変える方法（単純踏歩変換、シンプルチェンジ、simple change）と、駈歩を継続したまま空中で手前を変える方法（フライングチェンジ、flying Change）があるが、単に「踏歩変換」といった場合、通常フライングチェンジを指す。

### 襲歩

襲歩（右手前交叉襲歩）。エドワード・マイブリッジによる連続写真『動く馬』をコマ送りにしたもの

襲歩（しゅうほ;gallop, ギャロップ）は、全速力で走る際の馬の歩き方で、馬術の基本となる「三種の歩度」（常歩、速歩、駈歩）には含まれない。左右の後肢の動くタイミングが近く、また左右の前肢の動くタイミングは離れている。4節の歩き方で、左手前と右手前があり、前肢の手前肢が走る方向を調整し、後肢の反手前肢が前方へ身体を推進させる働きをする。また、交叉襲歩と回転襲歩がある。
襲歩においては、3本以上の肢が接地している時期がなく、4本いずれもが接地していない時期がある。
左（右）手前の交叉襲歩は、肢の着地が右（左）後肢、左（右）後肢、右（左）前肢、左（右）前肢の順。
左（右）手前の回転襲歩は、肢の着地が左（右）後肢、右（左）後肢、右（左）前肢、左（右）前肢の順。
通常は交叉襲歩を用いて走っているが、手前を変えるとき、あるいは走り始めてからある程度のスピードが出るまでは回転襲歩を用いて走る。回転襲歩において前肢の手前肢が地面を離れた直後、いずれの肢も着地していない「空間期」がくる。物理学的、生物学的に、最も効率的な走法であり馬に負荷を与えても、高速で長距離を持続して走れるのはこの効率性のためである。

#### ハーフバウンド
より大きい推進力を得るため、両後肢を同時に踏み切る走り方。競馬のスタート後数歩の間だけ使う。

## 特殊な歩様
一般には歩様・歩法としては取り扱わないが馬場馬術における運動項目に以下のようなものがある。
これらは、調教を受けた馬および訓練された騎手によらないと行うことができないものである。

### ピアッフェ

ピアッフェ

ピアッフェ（piaffe）は、速歩の一種で、極端に収縮（impulsion）し前進を伴わない速歩である。その場で足踏みをするような動作を行う。難度が高く、馬・騎手ともによく訓練されていないと行うことができない。

### パッサージュ

パッサージュ

パッサージュ（passage）は、速歩の一種で、非常に収縮した速歩である。ピアッフェと似ているが、前進を伴う点で異なる。これも難度が高いが、ピアッフェほどではない。

### ピルーエット
ピルーエット（pirouette、後肢旋回）は、運動中に後肢を軸としてその場で旋回すること。一般的には常歩または駈歩の状態から行う。360度旋回する場合を「ピルーエット」と言い、180度旋回する場合は「ハーフピルーエット（半ピルーエット）」と言う。

### ハーフパス
ハーフパス（half-pass）は、馬の肢を交差させながら斜めに移動することである。このとき、馬の首は進行方向側に屈曲する。常歩・速歩・駈歩で行う。

### レッグイールディング
レッグイールディング（Leg-Yield）は、横足と同様に馬の肢を交差させながら斜めに移動することであるが、馬の首は進行方向と反対側に屈曲する点で異なる。常歩・速歩で行う。